# Araneus singularis
Araneus singularis là một loài nhện trong họ Araneidae.
Loài này thuộc chi Araneus. Araneus singularis được Arthur T. Urquhart. miêu tả năm 1891.